# 1261 en santé et médecine
| Années de la santé et de la médecine : 1258 - 1259 - 1260 - 1261 - 1262 - 1263 - 1264    |
| Décennies de la santé et de la médecine : 1230 - 1240 - 1250 - 1260 - 1270 - 1280 - 1290 |

Cet article présente les faits marquants de l'année 1261 en santé et médecine.

## Événements

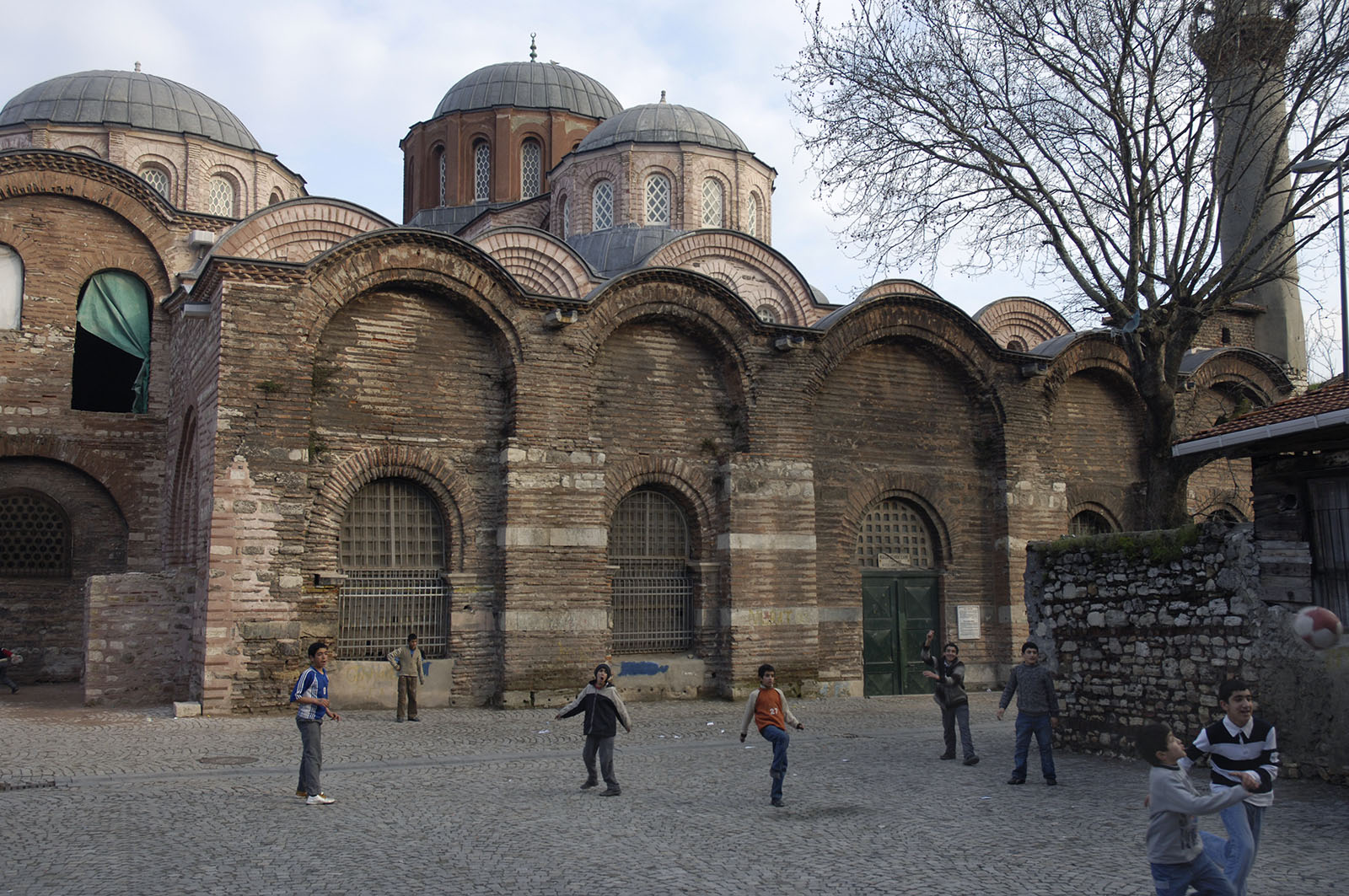
Le Pantocrator converti en mosquée après la chute de Constantinople

- Juillet : à la reprise de Constantinople par Alexis Strategopoulos, les chevaliers latins sont chassés de l'hôpital du monastère du Christ Pantocrator[1].
- Le vingt-cinquième synode de Mayence demande que chaque monastère soit pourvu d’une infirmerie pour les vieillards[2].
- Fondation de la maison-Dieu de Gerbonvaux, en Lorraine, par Geoffroy de Bourlémont, sénéchal de Navarre, et Sibylle de Saussure, sa femme[3].
- Première mention de l'hôpital de Signes, en Provence, « dans le testament d'un nommé Guillaume Barry[4] ».
- Une pharmacie est attestée à Trogir, en Croatie[5].
- 1261-1262 : fondation à Basingstoke, dans le Hampshire en Angleterre, par Walter de Merton, de l'hôpital Saint-Jean Baptiste (Hospital of St. John the Baptist), destiné à l'accueil des membres du clergé dans le besoin[6].

## Publication
- Peu après 1261 : parution du Commentaire sur l'Antidotaire de Nicolas[7] (Expositio supra Antidotarium Nicolai), de Jean de Saint-Amand (fl. 1261-1298[8]).

## Personnalités
- Fl. Girard, barbier à Poitiers[9].
- Fl. Jean, barbier du roi de France Louis IX[9].
- Fl. Raoul, bourgeois, dit « le Médecin » dans un acte du Parlement de Paris, « mais ce n'est peut-être là qu'un surnom[10] ».
- Vers 1261 ? : fl. Démétrios Pépagoménos, médecin de Michel Paléologue, empereur byzantin[11].
- 1261-1284 : fl. Étienne de Jancigny, médecin à Dijon, enterré à l'abbaye de Saint-Bénigne[9].
- 1261-après 1298 : fl. Jean de Saint-Amand, médecin, « contemporain de Gautier de Croix, évêque de Tournai, qu'il assist[e] sans doute à ses derniers moments, en 1261 », peut-être professeur à Paris, auteur de nombreux ouvrages médicaux[10].